# Straža, Lukovica
Straža je naselje v Občini Lukovica.